# 서지 랭
서지 랭(영어: Serge Lang, 프랑스어: Serge Lang 세르주 랑그[*] 프랑스어 발음: [sɛʁʒ lɑ̃ɡ], 1927년 ~ 2005년)은 프랑스 태생의 미국인 수학자이다. 정수론 연구와 수학 교과서를 쓴 것으로 유명하다. 니콜라 부르바키의 일원이었다.
베트남 전쟁 반대 등 사회운동도 했다. 만년에는 HIV/에이즈 부정론을 믿으며 예일 대학교의 HIV 바이러스 연구 반대 운동을 했다.

## 생애
프랑스의 파리에서 태어나 10대의 나이에 미국의 캘리포니아주로 이주했다. 1946년에 캘리포니아 공과대학교를 졸업하고, 1951년에는 프린스턴 대학교에서 박사 학위를 받았다. 시카고 대학교와 컬럼비아 대학교에서 재직하기도 하였고, 예일 대학교의 명예 교수를 지내기도 했다.